# کاتینگهام، ایست رایدینگ آو یورکشر
کاتینگهام (به انگلیسی: Cottingham) یک روستا و محله مدنی در بریتانیا است که در East Riding of Yorkshire واقع شده‌است. کاتینگهام ۱۷٬۱۶۴ نفر جمعیت دارد.